# هارلی-دیویدسن
هارلی-دیویدسن (به انگلیسی: Harley-Davidson) نام تجاری گونه‌ای موتورسیکلت است که در کشور آمریکا توسط شرکتی با همین نام تولید می‌شود.

## تاریخ
مؤسسان شرکت هارلی دیویدسون عبارت اند از:ویلیام هارلی و ویلیام دیویدسون و والتر دیویدسون و آرتور دیویدسون بودند.

## محصولات کنونی
- هارلی-دیویدسون تورینگ
- هارلی-دیویدسون سافتیل
- هارلی-دیویدسون داینا
- هارلی-دیویدسون اسپورتستر
- هارلی-دیویدسون وی آر اس سی

از سال ۲۰۱۴ مدل هارلی-دیویدسون استریت در دو نسخه ۵۰۰ و ۷۵۰ به تولیدات این شرکت افزوده می‌شوند.

## نگارخانه

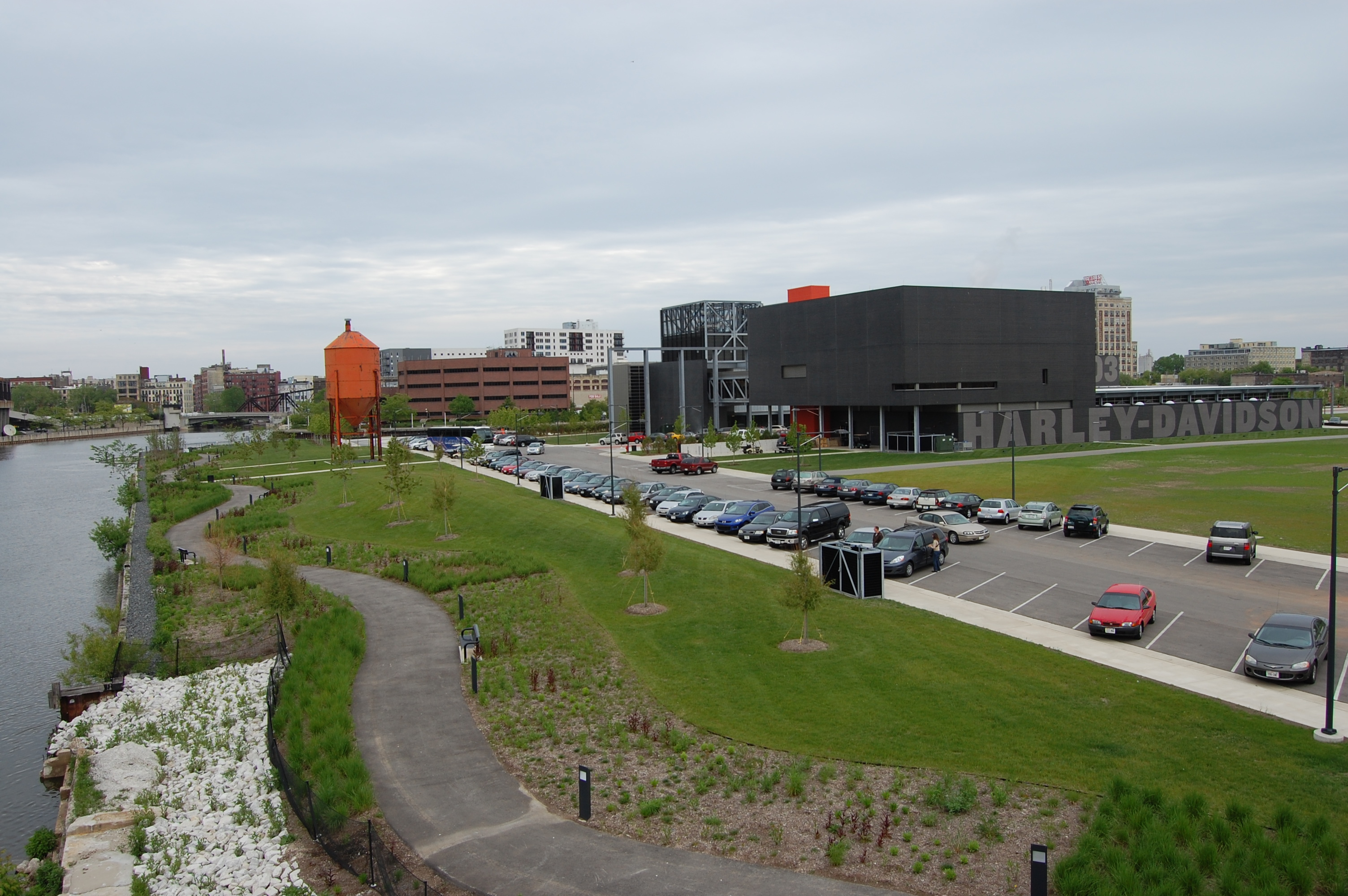
موزه هارلی دیویدسون در میلواکی
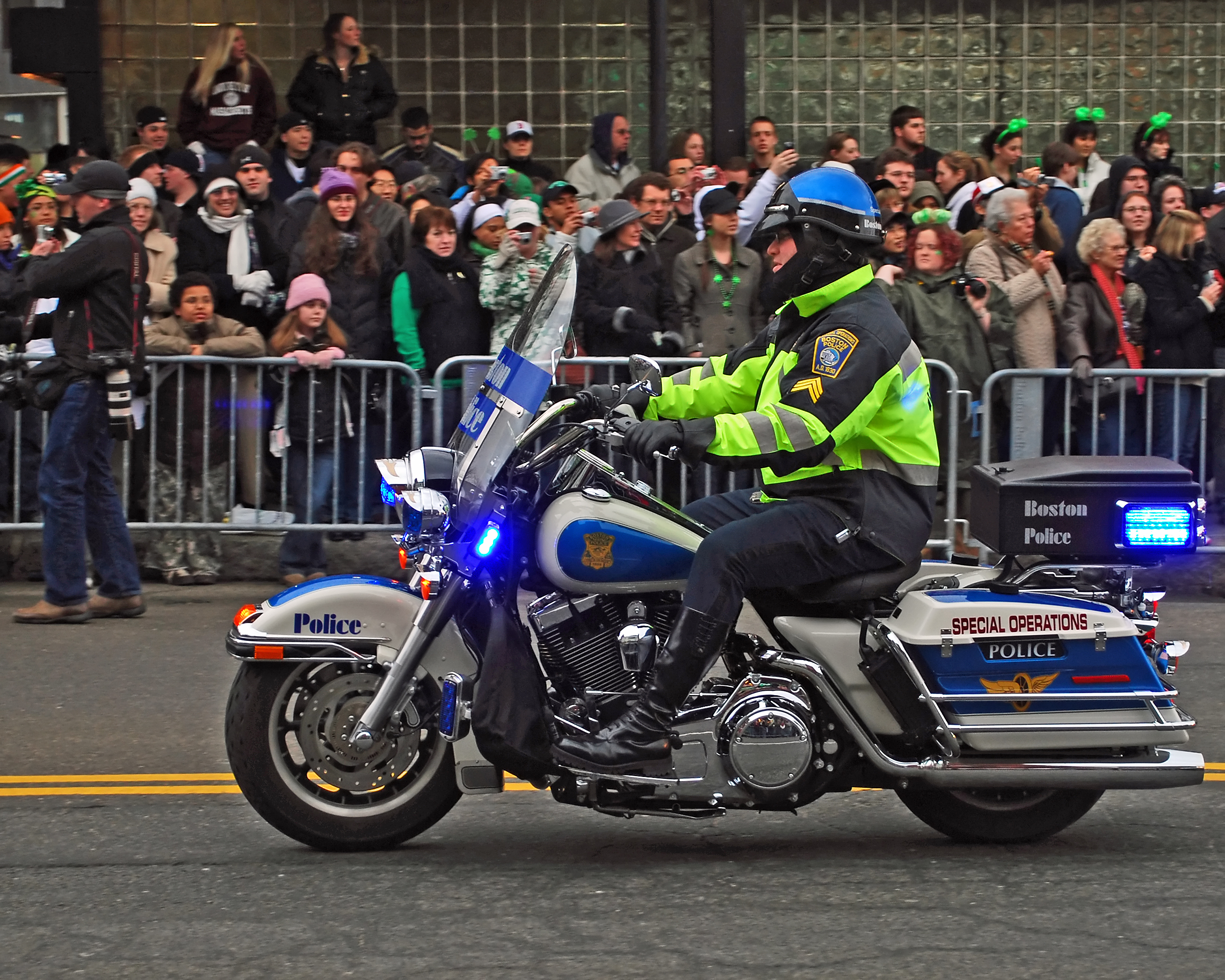
مامور پلیس بوستون سوار بر یک هارلی دیویدسون
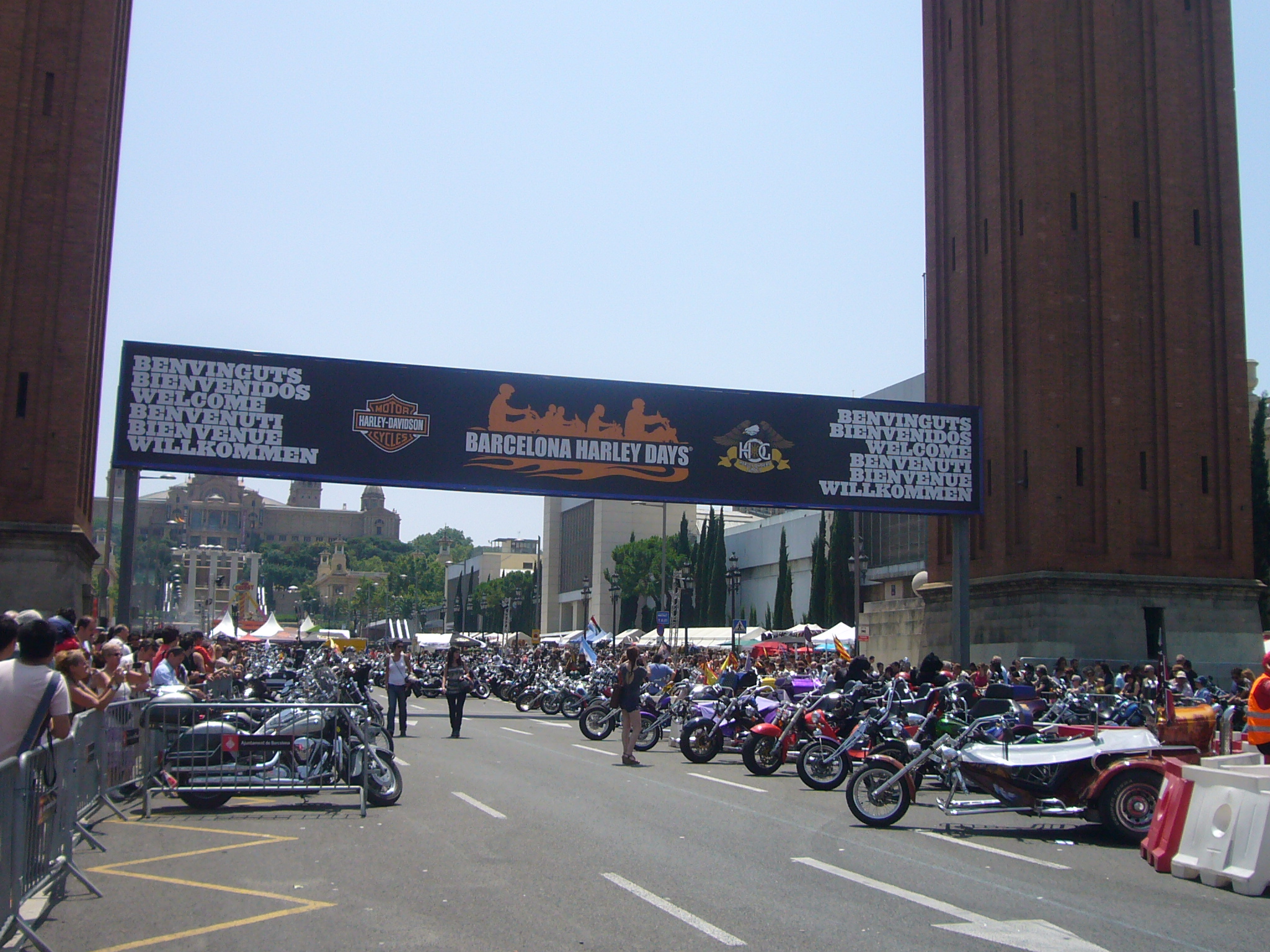
فستیوال هارلی دیویدسون در شهر بارسلونا در اسپانیا
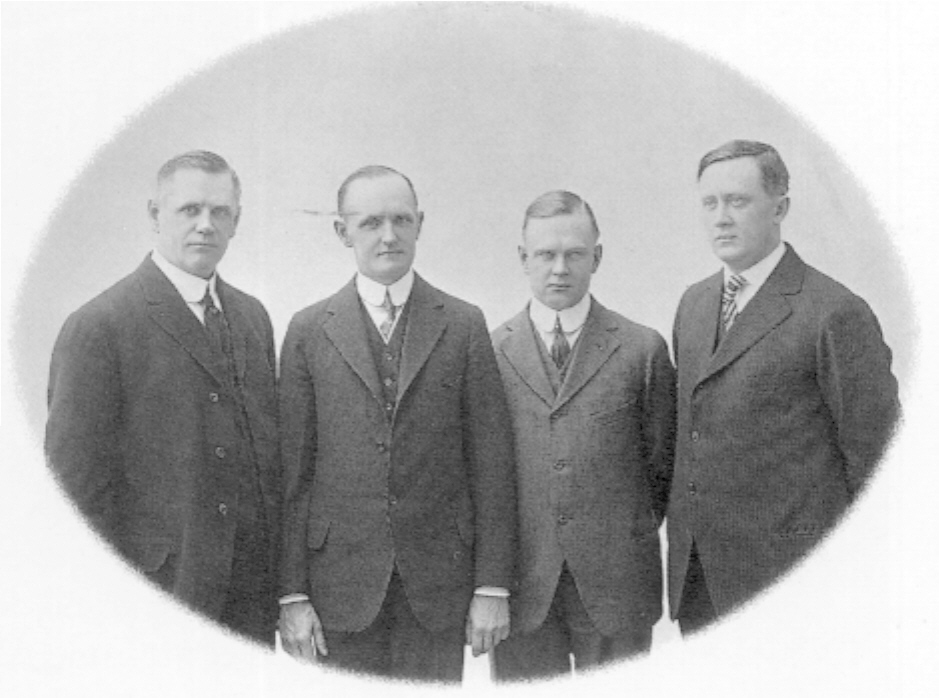
بنیانگذاران هارلی دیویدسون